# 2533 Fechtig

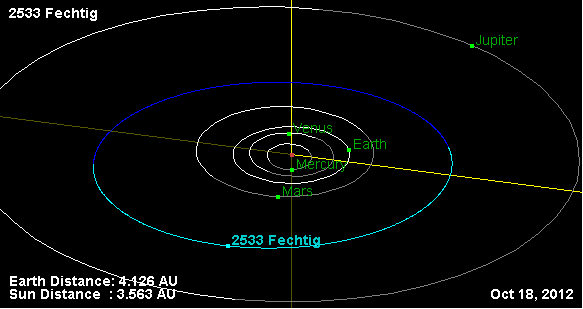

2533 Fechtig è un asteroide della fascia principale. Scoperto nel 1905, presenta un'orbita caratterizzata da un semiasse maggiore pari a 3,1078672 UA e da un'eccentricità di 0,1618790, inclinata di 1,56485° rispetto all'eclittica.